# Livre noir de Carmarthen
Pour les articles homonymes, voir Livre noir.

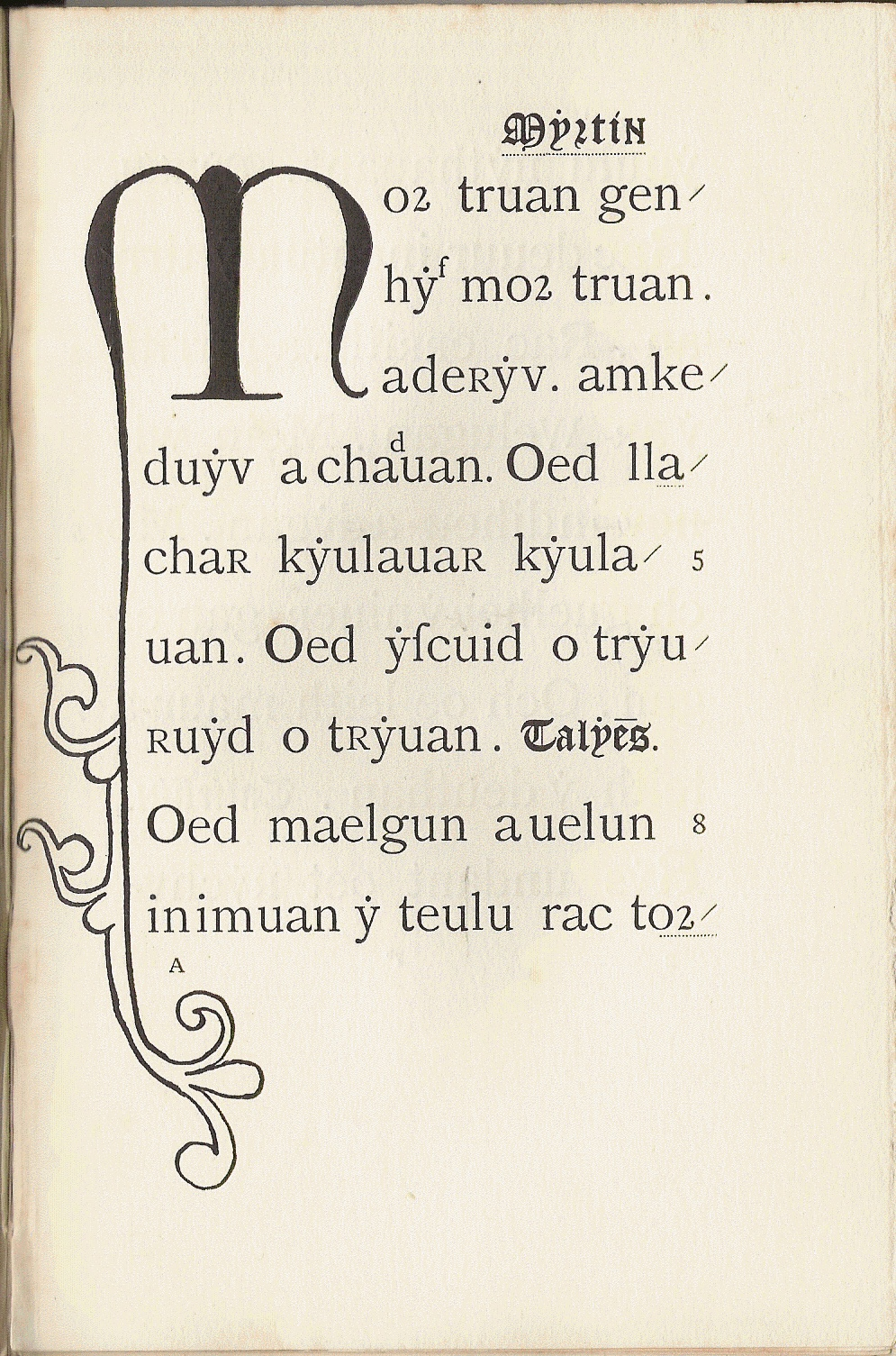
Page 1 de l'édition de J. G. Evans (1907) du « Livre noir de Carmarthen ». « Ymddiddan » (dialogue) entre Myrddin (Merlin) et Taliesin.

Le livre noir de Carmarthen (en gallois : Llyfr Du Caerfyrddin) est considéré comme le plus ancien des manuscrits écrits partiellement ou totalement en gallois ayant été conservés. Il est conservé à la Bibliothèque nationale du pays de Galles, à Aberystwyth, pays de Galles.
Écrit vers 1250, le nom du livre vient de son lien avec le Prieuré de Saint-Jean-l'Évangéliste-et-Teulyddog à Carmarthen, le noir est en référence à la couleur de sa reliure.
Le livre contient essentiellement des poèmes. 
Certains comme « Dialogue entre le corps et l'âme » ont un sujet religieux. D'autres comme « Élégie pour Madog ap Maredudd » sont des odes de louange et de deuil.
Un des poèmes « Élégie de Gereint, fils de Erbin » fait référence à la bataille de Llongborth, dont la localisation est perdue et mentionne la participation du roi Arthur à la bataille. Ce poème en l'honneur de Geraint pourrait être attribué à Llywarch Hen.
Cet ouvrage est l'un des plus anciens faisant référence au personnage d'Arthur qui y est décrit non comme un roi mais comme « empereur et directeur du combat » (amherawdyr).
En 2002, le livre fut scanné pour être visible en ligne.
En 2015, des chercheurs de l'université de Cambridge ont analysé l'ouvrage aux UV, découvrant alors des figures et des textes restés jusqu'alors inconnus.

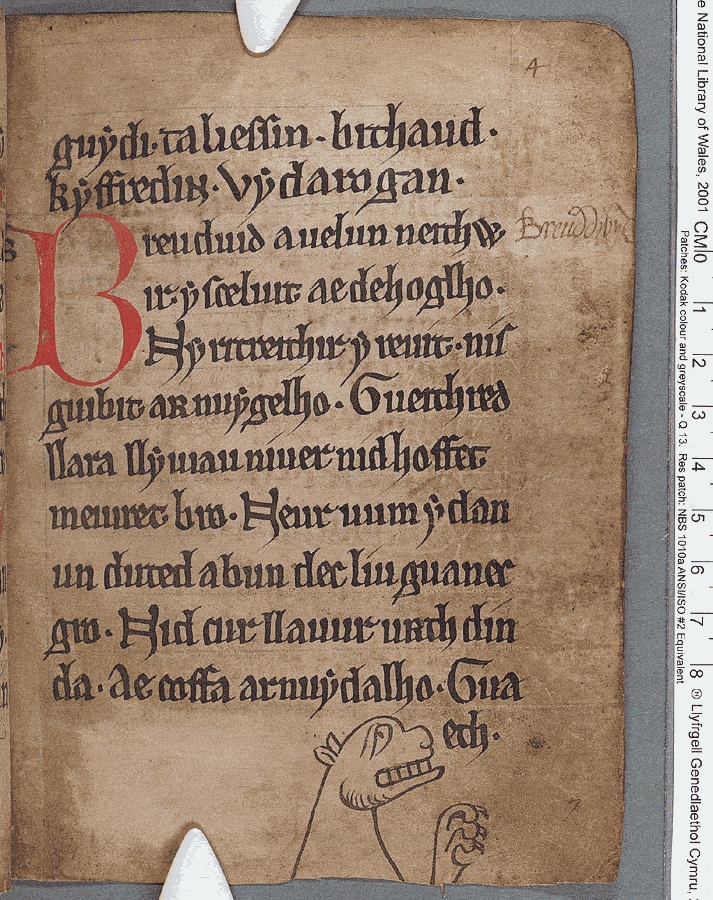
Facsimilé d'une page du livre noir de Carmarthen.